# Парк Бейхай

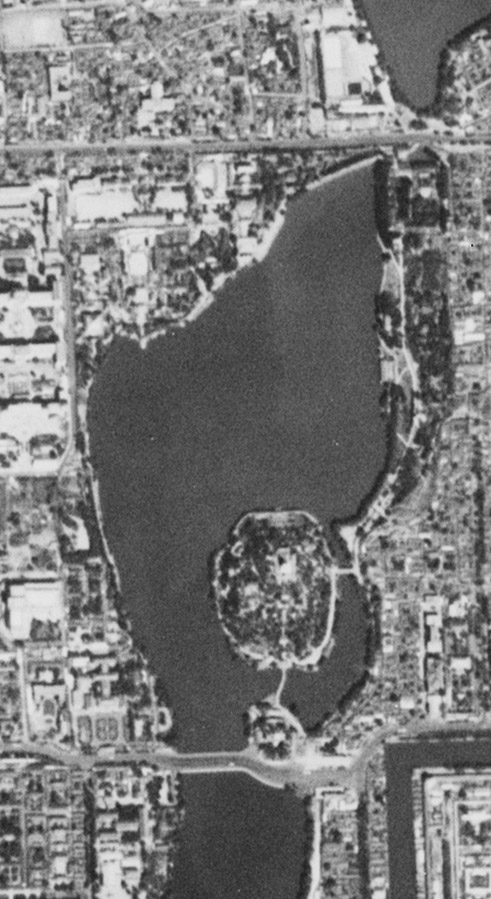
Погляд на парк згори

Бейхай (кит.: 北海公园, Бейхай гун'юань — громадський парк «Північне море») — міський парк у столиці КНР — Пекіні. Розташовано біля озера. Надано категорію АААА туристичних принад. Разом із Заборонним містом, парками Цзіншань і Чжуннаньхай входить у число найстаріших та найкраще збережених імператорських садів Пекіну і всього Китаю в цілому.

## Історія
Прообразом парку послужили три легендарних острови безсмертних: Пенлай, Інчжоу і Фанчжан, які, за переказами, розташовані в Східному морі. Починаючи з часів ханського імператора У-ді озеро з трьома островами поступово стало обов'язковим атрибутом китайських імператорських садів. Озера Бейхай, Чжунхай і Наньхай символізують озеро Тайє, а острова Цюнхуадао, Круглий острів і Іньтай — три магічні гори.
Парк Бейхай було закладено при 2-му ляоськом імператорі Тай-цзуні. Яньцзін, який у той час називався Пекін, виконував функції другої столиці держави киданів. На території нинішнього парку Бейхай було побудовано заміський палац Нефритового Острову (瑶 屿 行宫 Яоюйсінгун), який слугував другою імператорською резиденцією.
У 1166—1179 за часів імператора династії Цзінь Ши-цзуна звели Палац Великого Спокою (大宁宫 Данінгун), побудували павільйони і вирили озеро, яке забезпечувалося водою з джерел з Західних гір. На Нефритовий острів (琼华 岛 Цюнхуадао) завезли відомі своїми химерними формами камені з озера Тайху.
При імператорі Хубілаї в Даду, як тоді називався Пекін, що став столицею імперії Юань, парк Бейхай перетворився в імператорську резиденцію. Нефритовий острів отримав нову назву — Пагорб довголіття (万寿山 Ваньшоушань, або 万岁 山 Ваньсуйшань), а озеро навколо нього — Тайечі (太 液 池). На острові і берегах озера були зведені палаци і закладено імператорський сад (上 苑 Шан'юань).
При імператорі Юнле з династії Мін імператорська резиденція була перенесена до Забороненого міста, а парк змінив назву на Західний імператорський парк (西苑 Сіюань), ставши місцем відпочинку імператорської родини. Територію парку розширили до розмірів близьких до сучасних.
У 1651 при імператорі династії Цін Шуньчжі на прохання Далай-лами V на Нефритовому острові було побудовано Білу пагоду (白塔 Байта), яку виконано в тибетському стилі. Вона повинна була символізувати відданість Китаю буддійській вірі та водночас багатонаціональний характер країни.
При імператорі Цяньлуні звели велику частину будівель імператорського парку, серед яких — Павільйон П'яти Драконів (五 龙亭 Улунтін), Стіна Дев'яти Драконів (九龙壁 Цзюлунбі), Храм Розуміння Щастя (阐 福寺 Чаньфу-си), Західний рай (极乐 世界 Цзіле-шицзі) і інші. Парк придбав вигляд, близький до сучасного.
Парк Бейхай сильно постраждав в 1900 в результаті дій Альянсу восьми держав при придушенні повстання іхетуаней, а потім довгі роки знаходився в занедбанні. До 1911, будучи частиною імператорського міста, він був недоступний для відвідування. Його відкрили для публіки лише в 1925.
Після утворення КНР в 1949 на його території проведено широкомасштабні реставраційні роботи.
Зараз парк Бейхай входить до числа найвідвідуваніших місць Пекіна, який щорічно відвідують мільйони китайських і іноземних туристів. Корінні пекінці також люблять проводити тут час.

## Опис
Загальна площа парку становить 682,000 м², з яких 389,000 м² займає озеро Бейхай. Він поєднав в собі грандіозність північних парків і витонченість південних садів, пишність імператорських палаців і урочистість релігійних споруд.
У південно-східній частині озера лежить Нефритовий острів (琼华岛 Цюнхуадао), на якому височить Біла пагода (白塔 Байта) — найвідоміший об'єкт і символ парку Бейхай. Крім Нефритового острова в парку виділяються чотири пейзажних райони: Східний берег, Північний берег, Ботанічний сад і Кругле місто.

### Нефритовий острів

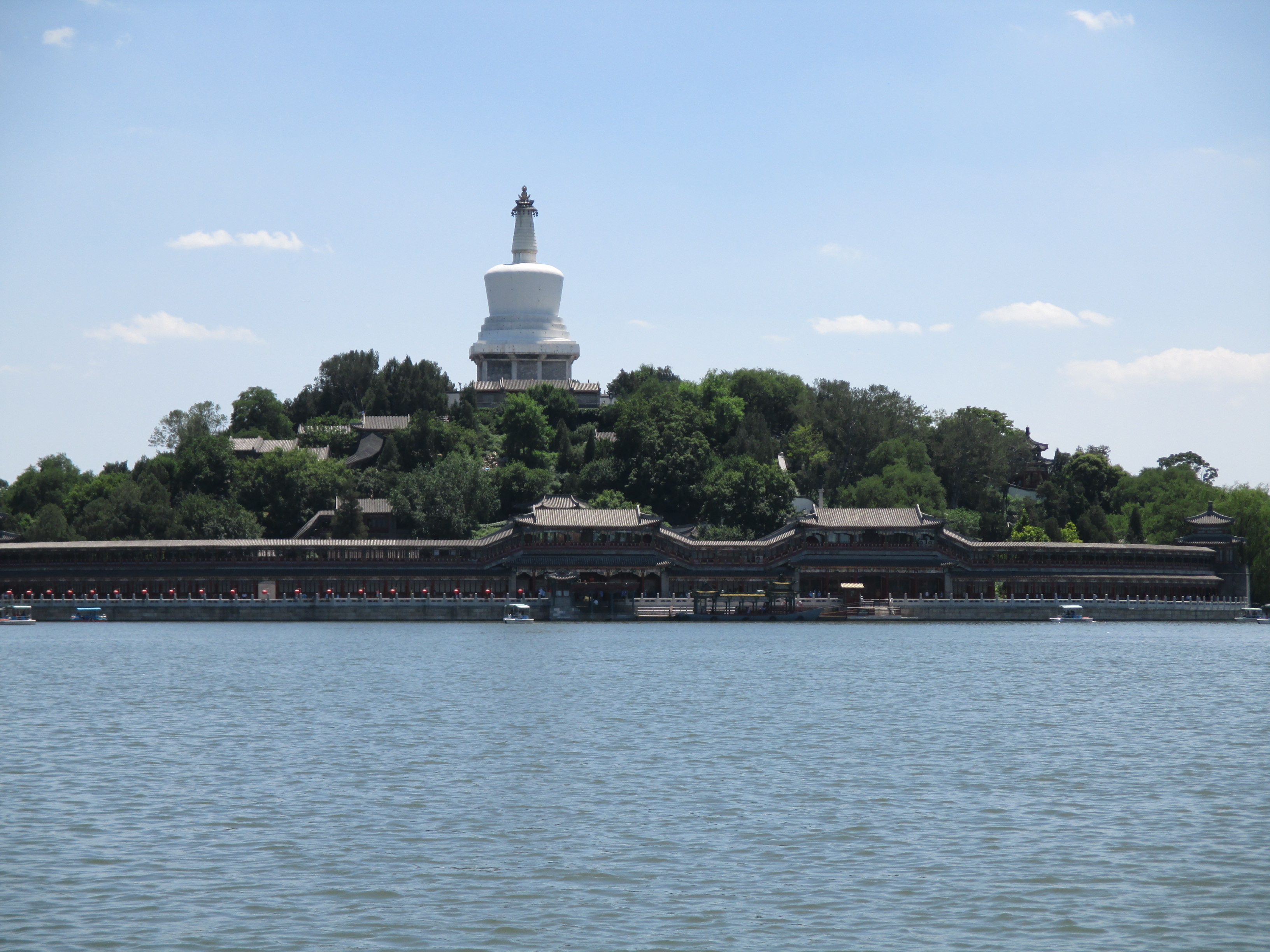
Нефритовий острів

Це гора, по схилах якої розкидані різноманітні споруди як культового, так і світського характеру. На її вершині, що становить 32 м над рівнем моря) стоїть Біла пагода і Зал Шаньінь. На південь від них, на схилі пагорба по центральній осі розташований монастир Вічного спокою (永安寺 Юн'аньси). Крім них тут можна побачити численні павільйони й сади, де члени імператорської родини проводили свій час.
З вершини острова відкривається гарний вигляд на околиці — парк Бейхай, озера Чжунхай і Наньхай, Заборонене місто, павільйон Ваньчунь на вершині гори в парку Цзіньшань. Щоб потрапити на Нефритовий острів, можна перетнути озеро Бейхай на поромі, який відходить від пристані на північному березі або пройти по мостам з східного та південного берега.
На захід на схилі вниз спускаються численні павільйони, серед яких — вежа Цінсян, палац Ліньгуан, вежа Юегу. Уздовж північного берега Нефритового острова тягнеться Довга галерея (长廊 Чанлан), яка починається біля башти Феньлян. За нею — павільйони Юаньфан, Бічжао, вежа Хуаньбі та ін. На східному березі Нефритового острова знаходяться палац Чжічжі, численні споруди.

### Біла пагода

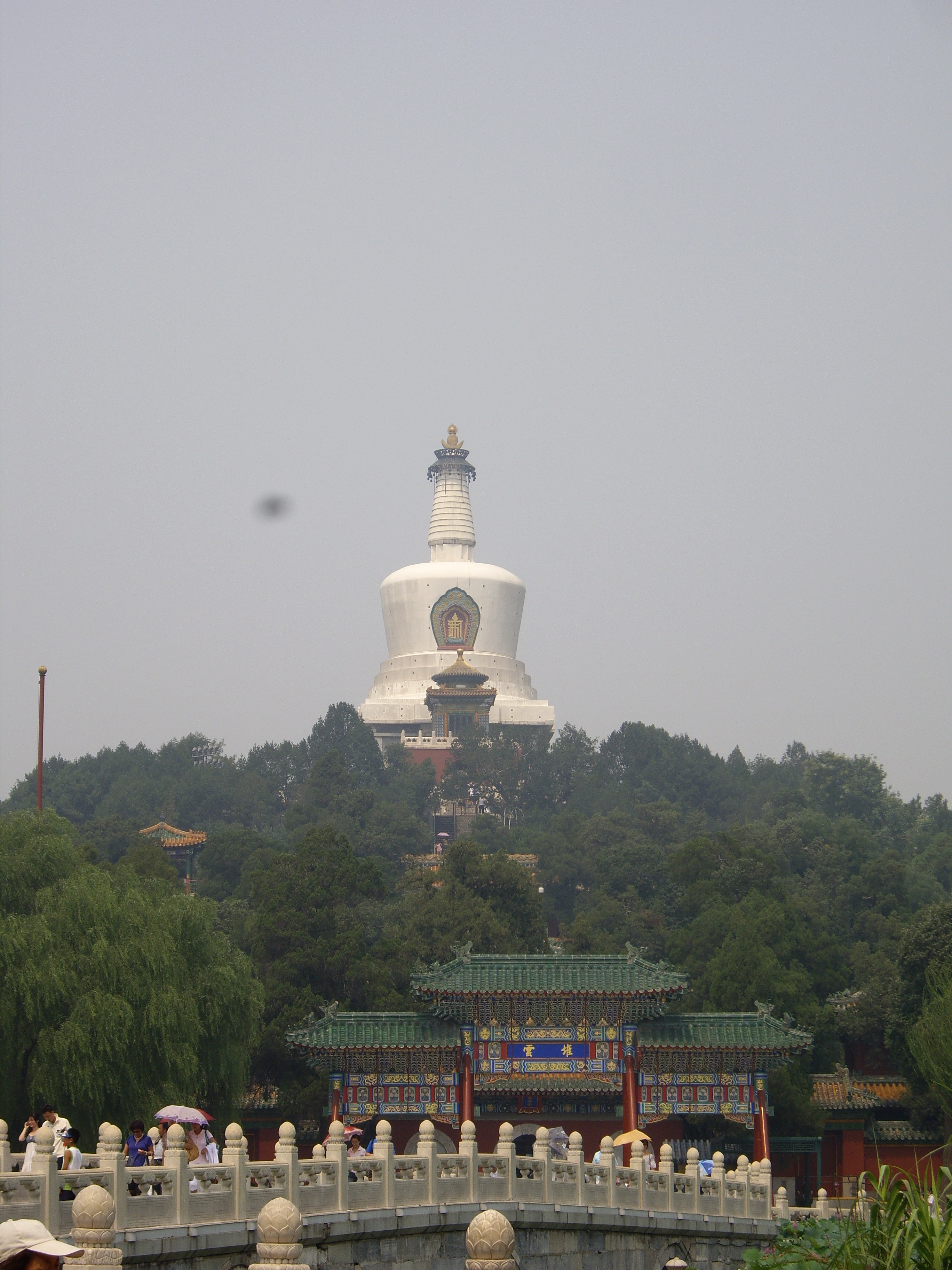
Біла пагода

Нна вершині Нефритового острова була побудована в 1651 на місці колишнього імператорського палацу, де колись хан Хубілай приймав Марко Поло. За пропозицією Далай-лами V, який відвідав Пекін, Шуньчжі, перший імператор династії Цін звів її як символ своєї прихильності буддизму і прагнення об'єднати багатонаціональну країну. Дагоба двічі руйнувалася землетрусом — у 1679 та 1976, але кожен раз її відновлювали.
Пагода спирається на потужне кам'яну основу. Її висота становить 35,9 м. На шпилі підвішені 14 мідних дзвіночків. Усередині зберігаються буддійські реліквії: буддійські писання, чернечі мантії, чаші для подаяння, дві шаріри (вогнетривкі після кремації залишки Будди, що перетворилися на кульки). Після закінчення будівництва вхід до неї було запечатано червоною емблемою. На південь від Білої дагоби вниз схилом пагорбу ведуть круті сходи.

### Павільйон Шаньіньдянь
Знаходиться перед Білою пагодою. Назва перекладається як павільйон Доброчесних причин (善因殿). Побудовано в 1751. Його стіни облицьовані глазурованою плиткою з 445 нішами з фігурками будд. Всередині знаходиться статуя Ямантаки — одного з головних ідамів буддизму, гнівною форми бодхісаттви Манджушри.

### Храм Вічного Спокою
Храм Вічного спокою (永安寺 Юн'аньси) розташовано на південному схилі Нефритового острова. Його було побудовано за часів імператора Шуньчжі в 1651 році на прохання Далай-лами V і отримав назву Храму Білого пагоди (白塔寺 Байтаси). Спочатку в ньому налічувалося сім залів.
У 1741 храм перейменовано на Храм Вічного спокою і згодом розширено. Зараз він включає в себе велику кількість будівель на південному схилі, зокрема палац Загального спокою (普安殿 Пу'аньдянь), палац Колесо Дхарми (法轮殿 Фалуньдянь), павільйон Шаньінь біля Білої дагоби. На захід від храму Пуан знаходяться інші культові споруди.
Спустившись крутими сходами, відвідувач опиняється на території храму Колеса Закону (法轮殿 Фалуньдянь). На його території кілька павільйонів, Барабанна і Дзвінична вежі. Поруч з монастирським комплексом — кам'янисті гірки з печерами, всередині яких можна побачити статуї будд і бодхісаттв.
Біля південного підніжжя пагорба знаходяться бронзові фігурки черепах і журавлів — символи довголіття.

### Сад Хаопуцзянь
Цей сад (濠濮间) було побудовано в 1757 і являє собою один із найкращих зразків «саду всередині саду». Хао і Пу — стародавні назви двох річок в провінції Аньхой. За переказами, пов'язано із суперечкою на мосту через річку Хао двох великих філософа епохи Чжань-го — Чжуан-цзі і Хуей-цзі. Ця історія надихнула імператора Цяньлун на створення павільйону, де можна бути вільним і щасливим наче риба у воді. Тут імператор і його дружини милувалися золотими рибками, що грають в водоймах, влаштовували бенкети для високопоставлених осіб. Полюбляла бувати тут і велика удова-імператриця Ци Сі. Особливо красиво тут навесні, коли весь сад потопає в цвіту.

### Ресторан Фаншань
Розташовано на північному березі озера. Його відкрито в 1925 кухарем, що раніше служив при цінському дворі. Тут готують їжу за старовинними рецептами імператорського палацу.

### Обителі Цзіньсіньчжай

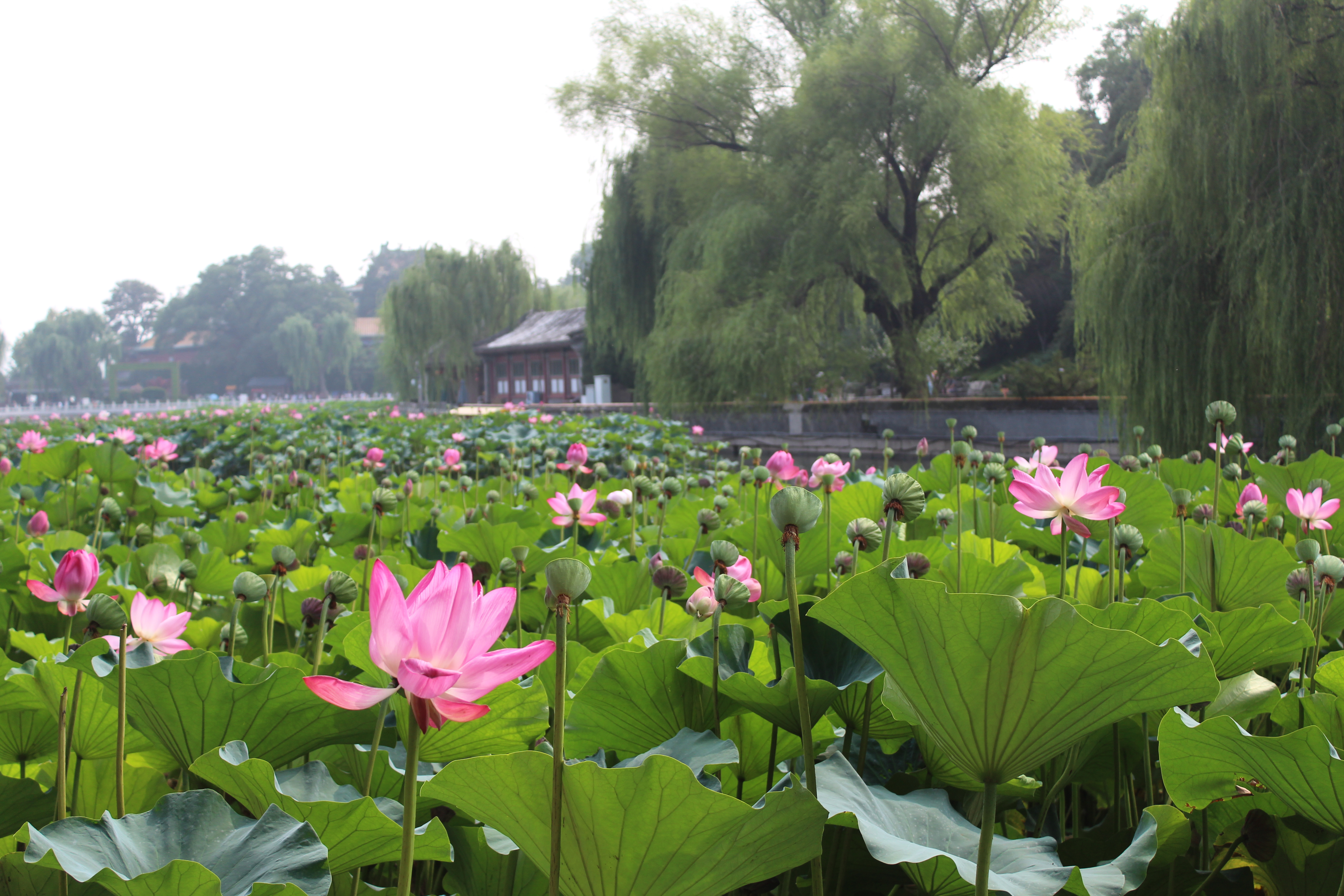
Лотоси в Обителі

Розташовано на захід від Північний воріт в парк. Назва перекладається як Оселя Заспокоєння свідомості (静心斋). Тут влаштовані ставки з лотосами і водяними ліліями, мости, переходи і галереї, павільйони та вежі, кам'яні гірки з печерами. Вона була побудована за часів династії Мін і називалася в той час Обитель Дзеркального чистоти Цзінцінчжай. Призначалася для проживання чиновників.
У 1756—1758 реконструйована для імператора Цяньлуна, отримавши другу назву «Малий сад імператора Цяньлун». Тут члени імператорської родини проводили час, відпочиваючи або займаючись справами. Імператриця Ци Сі дуже полюбляла проводити тут час. Спеціально для неї сюди була прокладена залізниця з її резиденції в Чжуннаньхай.

### Храм Великий Західний рай
На захід від Цзінсіньчжай знаходиться Великий Західний рай (大西天 Дасітянь), побудований за часів династії Мін і розширений в 1759 при імператорі Цяньлуні. Найбільший інтерес тут представляє павільйон Великого Милосердя Істинно сущого (大慈 真如 殿 Дацичженьжудянь), який побудовано з дерева наньму (楠木) і розточує чудовий аромат. Усередині нього знаходяться статуї будд Минулого, Сьогодення й Майбутнього, а також фігури 18 архатів.

### Стіна Дев'яти Драконів

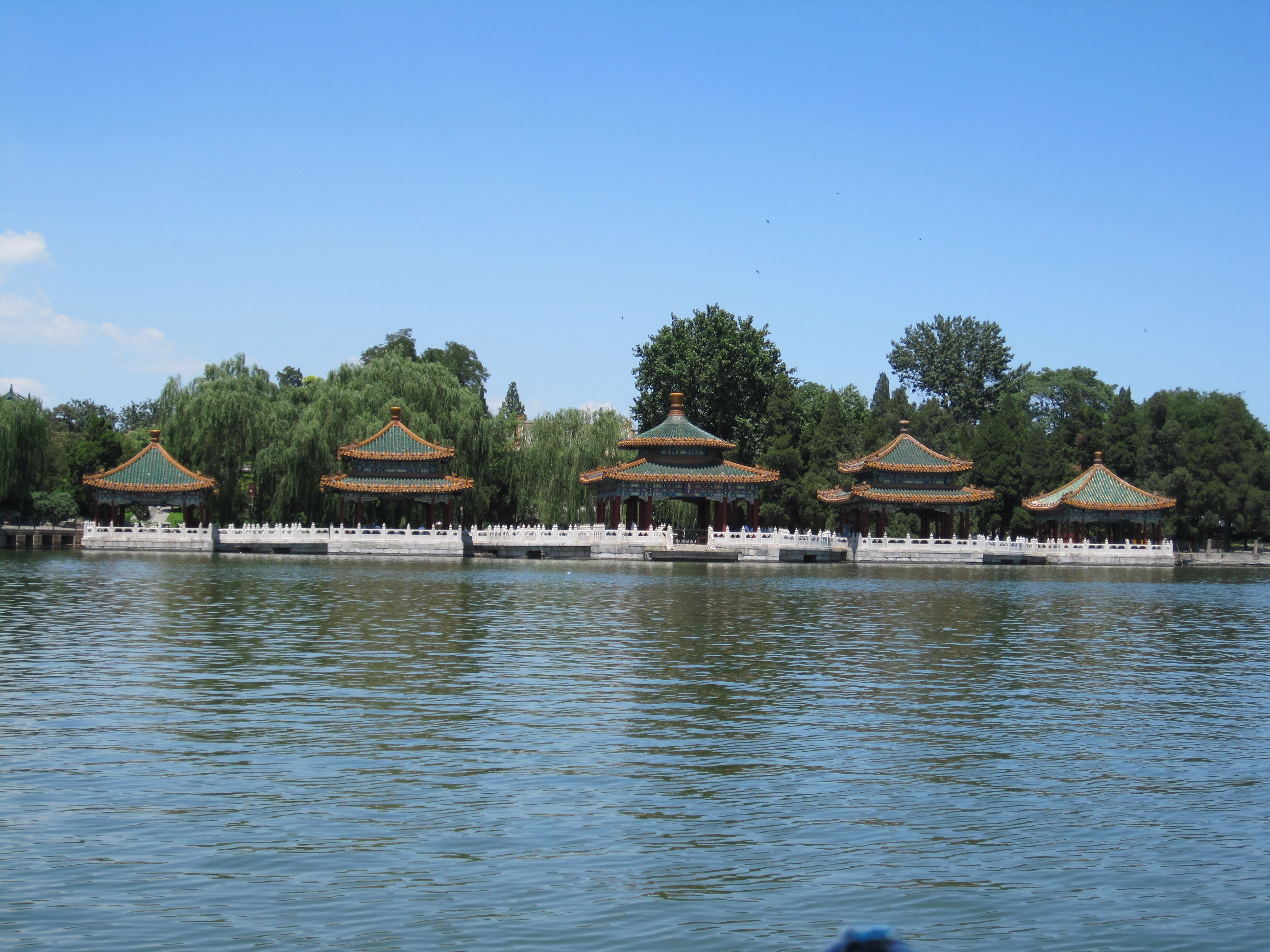
Павільйони Дев'яти Драконів

Стіна Дев'яти Драконів в своєму роді унікальна. З обох її боків знаходяться зображення дев'яти драконів — символи імператорської влади. Всього у Китаї існують три таких стіни: в парку Бейхай, в Забороненому місті і в місті Датун (провінція Шаньсі). Бейхайську було побудовано в 1756 при імператорі Цяньлуні за подобою екрану в Датуні, який вразив уяву імператора. Колись Стіна Дев'яти Драконів виконувала функцію екрану перед палацом, який не зберігся дотепер.
Її довжина становить близько 27 м, висота — 6,65 м, товщина — 1,42 м. Вона облицьована 424 глазурованими плитками семи кольорів. Її прикрашають 9 драконів з кожного боку екрану, в різних позах. Крім того, дракони присутні на карнизах і торцях екрану. Таким чином, усього тут зображено 635 драконів. Незважаючи на минулий час, фарби Стіни Дев'яти Драконів не потьмяніли й вона як і раніше вражає уяву.
На північний захід від Стіни є Павільйон Дев'яти драконів (五龙亭 Улунтін), розташовано на березі озера Бейхай, навпроти Нефритового острова. Являє собою п'ять з'єднаних один з одним павільйонів зі шпилями і гострими навісами. Здалеку справді нагадує величезного дракона. Його було побудовано в 1602 і потім декілька разів перебудовувався. Павільйон прикрашає вишукана різьба по дереву, зображення на балках і колонах. У минулому члени імператорської родини тут відпочивали. Звідси відкривається гарний вид на озеро і Нефритовий острів.

### Зала Куайсюетан
За Стіною Дев'яти Драконів розташована Зала Куайсюетан (快雪堂), назву якого можна перевести як Зал радісного (або несподіваного) снігу. Неподалік від неї є арка.

### Стіна Залізних Тіней

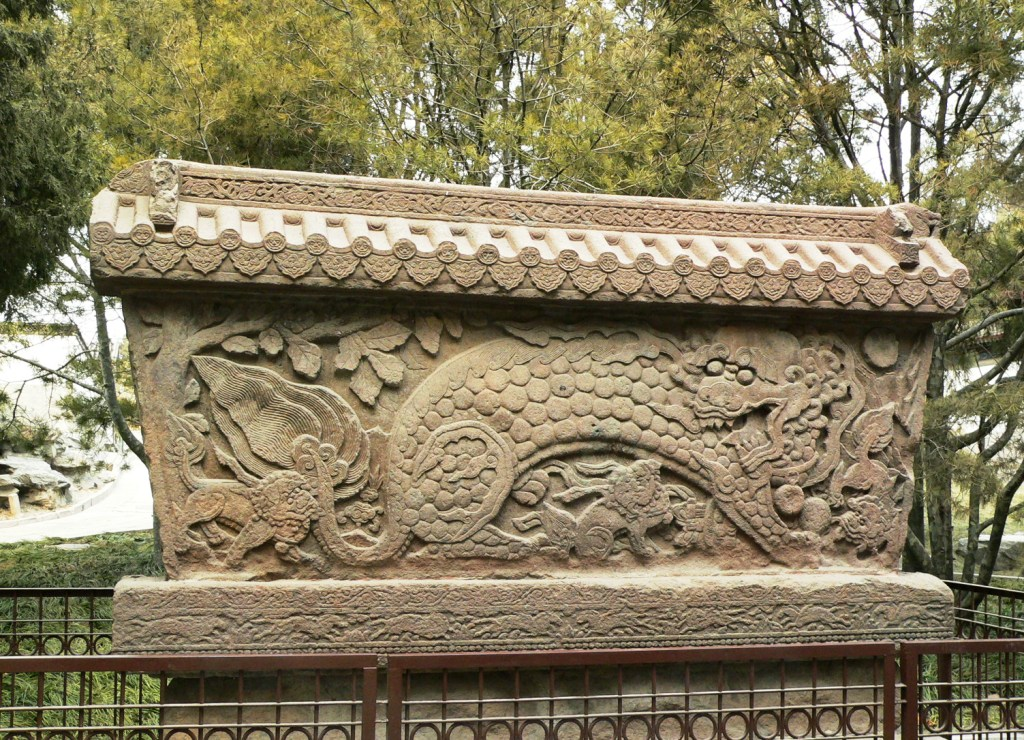
Те'інбі

Між Залом Куайсюетан і Храмом Чаньфуси розташовано Стіну Залізних тіней (铁影壁 Те'інбі), яку створено в епоху Юань з цільного шматка вулканічної породи. Вона має характерний «залізний» колір. Її висота становить 1,89 м, довжина — 3,56 м. На ній вирізані дракони й химери в хмарах.

### Храм Чаньфуси
Храм Розуміння щастя (阐福寺 Чаньфу-си) розташовано за павільйоном П'яти драконів. Він був побудований за часів династії Мін і перебудований в 1746 як буддійська обитель. Тут в епоху Цін члени імператорської родини проводили релігійні обряди.

### Малий Західний рай
Малий Західний рай (小西天 Сяосітянь), або Світ Сукаваті — Західний рай — (极乐世界 Цзілешіцзе) знаходиться в північно-західній частині парку Бейхай. Цей комплекс було побудовано імператором Цяньлун для своєї матері, до якої він був дуже прив'язаний, для молитов за її щастя і довголіття. Його площа становить 1260 м2, з усіх боків він оточений водою. Всередині квадратного храму (найбільшого квадратного храму Азії) знаходиться статуя гори Сумеру зі статуями бодхісаттв й 800 архатів.

### Стела Башти Десяти тисяч будд
Височіє кам'яна стела вежі Десяти тисяч будд (万佛楼石碑 Ваньфолоушібей) перед «Малим Західним раєм». Її встановлено імператором Цяньлуном на честь 80-річчя своєї матері в 1770. З чотирьох боків на ній вирізані рукою імператора вірші китайською, монгольською, маньчжурською і тибетською мовами. Спочатку вона стояла перед баштою Десяти тисяч будд в Ботанічному саду за Малим Західним раєм і була перенесена сюди в 1987.
Після стели дорога незабаром впирається в ворота — вихід з парку. Для того, щоб потрапити в південну частину парку, потрібно пройти вздовж східного берега.

### Кругле місто
Це «місто» (团城 Туаньчен) знаходиться в південній частині парку парку. З Нефритовим островом його з'єднано арочним мостом Юнань. Висота стіни міста становить близько 4,6 м, довжина кола — 276 м. Усередині нього знаходяться зали, вежі, павільйони, серед яких центральним є зала Ченгуань, в якому стоїть біла статуя нефритового Будди, дар Бірми Китаю наприкінці епохи Цін. У передній частині зали знаходиться велика урна, виконана з дорогоцінного чорного нефриту. Її діаметр становить 1,5 м, довжина кола — близько 5 м, висота — 0,7 м, вага — 3,5 тонни. Вона служила ємністю для вина для хана Хубілая.

## Проїзд
- Станція метро Тяньаньмень Вест (лінія 1), далі на північ пішки 1,8 км або на таксі.
- Станція метро Бейхай Північ (лінія 6), далі на схід 500 метрів до Північного входу в парк.

## Робота
- квітень, травень, вересень і жовтень: 06:00—21:00 год.;
- червень — серпень: 06:00—22:00 год.;
- січень, лютий, березень, листопад і грудень: 6:30—20:00 год.